# Rat Salad
Rat Salad è un brano strumentale del gruppo heavy metal britannico Black Sabbath, apparso sull'album Paranoid del 1970.

## Descrizione
Il pezzo si presenta come una jam session di due minuti e mezzo, incentrata su un assolo di batteria di Bill Ward che copre la maggior parte del brano, introdotto e concluso da un riff di chitarra di Tony Iommi. Nonostante il brano non abbia riscosso lo stesso successo delle altre tracce dell'album Paranoid, l'assolo di batteria è ad ogni modo ritenuto uno dei più noti nel panorama della musica rock, insieme a brani come Moby Dick dei Led Zeppelin, The Mule dei Deep Purple, The End dei Beatles  e Toad dei Cream. Il brano è stato pubblicato come lato B del singolo Paranoid.

## Formazione
- Tony Iommi - chitarra
- Bill Ward - batteria
- Geezer Butler - basso